# Tornau vor der Heide
Tornau vor der Heide este o comună din landul Saxonia-Anhalt, Germania.